# Sancho Sánchez de Oteiza
Sancho Sánchez de Oteiza fue obispo de Pamplona entre 1420 y 1425.

## Biografía
Nació en Oteiza, donde fue abad, y posteriormente deán de la catedral de Tudela. Fue elegido por el cabildo en virtud del Concilio de Constanza, y durante su pontificado se preocupó más de la vida cortesana que de la labor en la diócesis. Esta inclinación hacia lo cortesano se tradujo en sus buenas relaciones con Carlos II de Navarra y su hijo, Carlos III de Navarra. 
En su testamento de 1418 fundó una capellanía en la catedral tudelana por el alma de Carlos III, del que decía ser su "criado y hechura", y creó dos mayorazgos para sus hijos naturales, Juana y Juan de Oteiza. Dispuso que sería enterrado en el sepulcro que mandó construir en la seo de Tudela, cosa que no sucedió, puesto que a la muerte de Lancelot de Navarra (año 1420), hijo bastardo de Carlos III, este último hizo que los canónigos de la catedral pamplonesa le eligieran como nuevo obispo, sucediendo así en el cargo al propio Lancelot.
Entre las escasas aportaciones de su episcopado, encontramos el impulso en la construcción de la nueva catedral gótica de Pamplona, en construcción desde el derrumbe de la anterior obra románica a finales del siglo XIV. Concretamente a él debemos las obras de la parte sur, las capillas de Santa Catalina y San Juan Evangelista, donde mandó construirse un suntuoso mausoleo, atribuido a Janin Lomme de Tournai. Muestra de su buena relación y servidumbre con el rey, es la alternancia de sus armas con las del monarca en las claves de los tramos que mandó construir.
Falleció en Olite el 14 de agosto de 1425, 25 días antes que su protector, Carlos III.

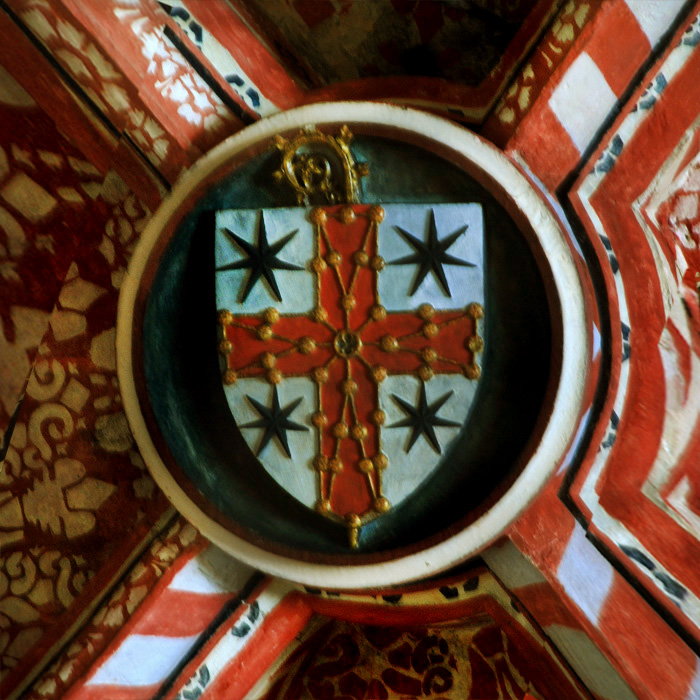
Escudo de armas del obispo Sancho Sánchez de Oteiza en una clave de la catedral de Pamplona
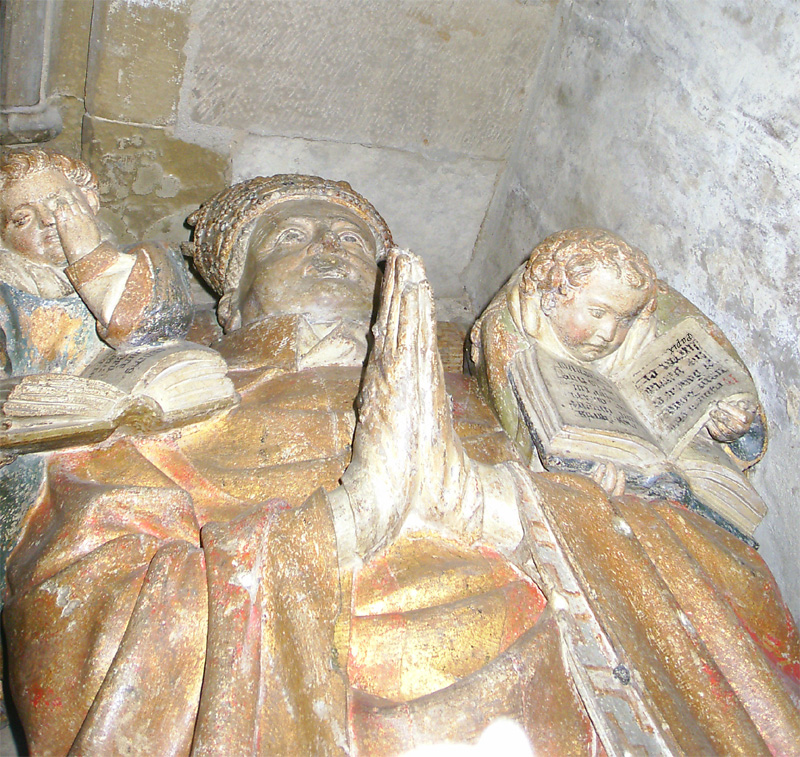
Detalle del sepulcro en Tudela
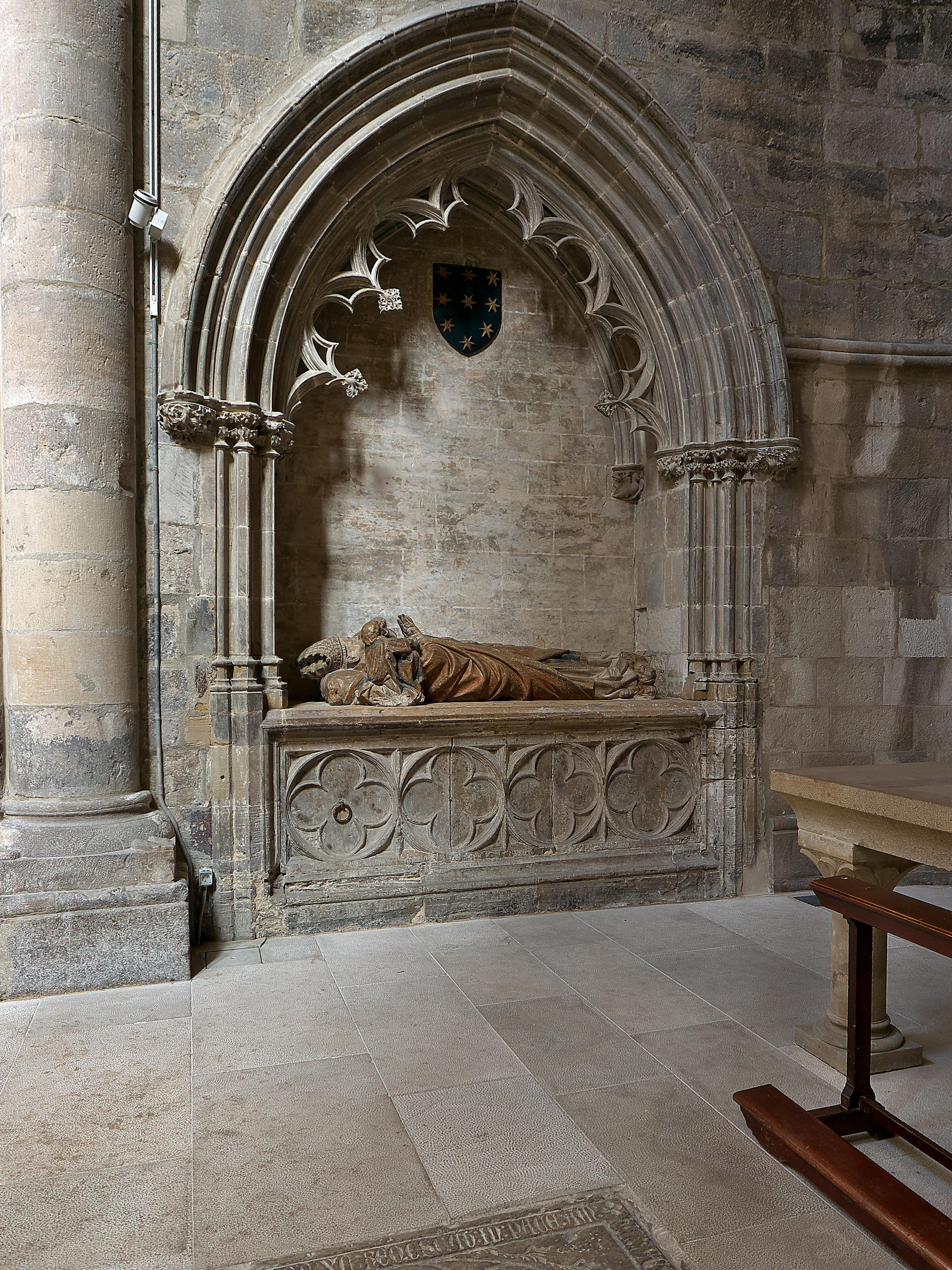
Sepulcro en la Catedral de Tudela
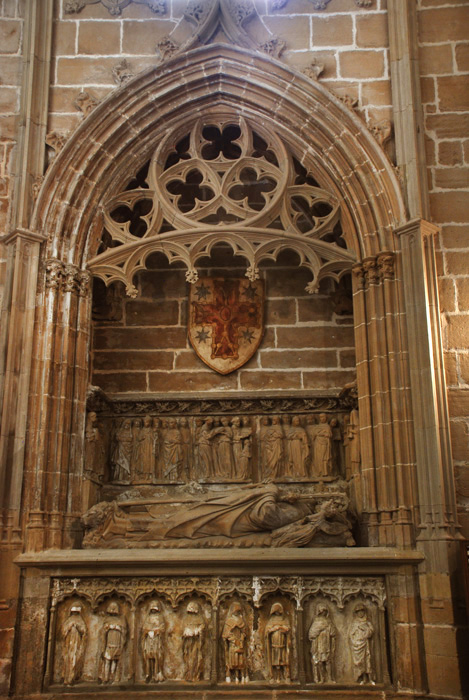
Sepulcro de Sancho Sánchez de Oteiza en la catedral de Pamplona.